# Центуріон
Центуріо́н, або кенту́ріон (лат. centurio, МФА: [kɛn̪ˈt̪ʊ.ri.oː]) — офіцер середньої ланки у давньоримській армії у IV ст. до н. е. — IV ст. н. е. Командир центурії (кентурії).   Користувався великою повагою серед громадян Риму. Символом влади центуріона була виноградна палиця, що уособлювала дисципліну. У середньовічній Східноримській армії називався кентарх (грец. κένταρχος, kentarchos).

## Етимологія
Слово centurio походить від лат. centuria, дос. «сотник», «начальник сотні». 
У своїй класичній вимові «кенту́ріо» запозичене також до грецької мови (κεντυρίων) від якої походить і церк.-слов. кентуріонъ. Грецькою мовою це слово також могло перекладатися як ἑκατόνταρχος або κένταρχος, слов'янською — як сотникъ. 
Залежно від старшинства, відповідає різним офіцерським військовим званням сучасності: від лейтенанта (наймолодший центуріон за рангом мав звання centurio hastatus posterior) до підполковника (найстарший центуріон називався приміпілом).

## Історія
Поява професійних офіцерів-центуріонів у Римській армії пов'язана з військовою реформою Гая Марія у 107 році до н. е. Згідно з новою організацією війська, у легіоні налічувалося 60 центуріонів, по 6 в кожній когорті. Маніпула складалася з двох центурій, отже, у ній було два центуріони: першої центурії або передній (prior) та другої центурії або задній (posterior). Центуріон першої центурії першої когорти командував всією когортою в цілому та мав звання приміпіла (лат. primus pilus або primipilus, буквально — «перша шеренга»), він був найвищим за рангом серед усіх центуріонів і, фактично, був третьою за званням людиною в легіоні (після легата і шести військових трибунів). Платня центуріона в 2-3 рази перевищувала платню солдатів. Зазвичай, центуріони мали можливість кар'єрного зростання — від 6-го центуріона 10-ї когорти (centurio hastatus posterior) до приміпіла; подальше кар'єрне зростання і шанси на отримання посади військового трибуна були невеликі. Отримання звання центуріона автоматично переводило людину у стан «вершників».[джерело?] У часи імперії приміпіли ставали, зазвичай, намісниками імператора у провінціях — прокураторами.

## Походження

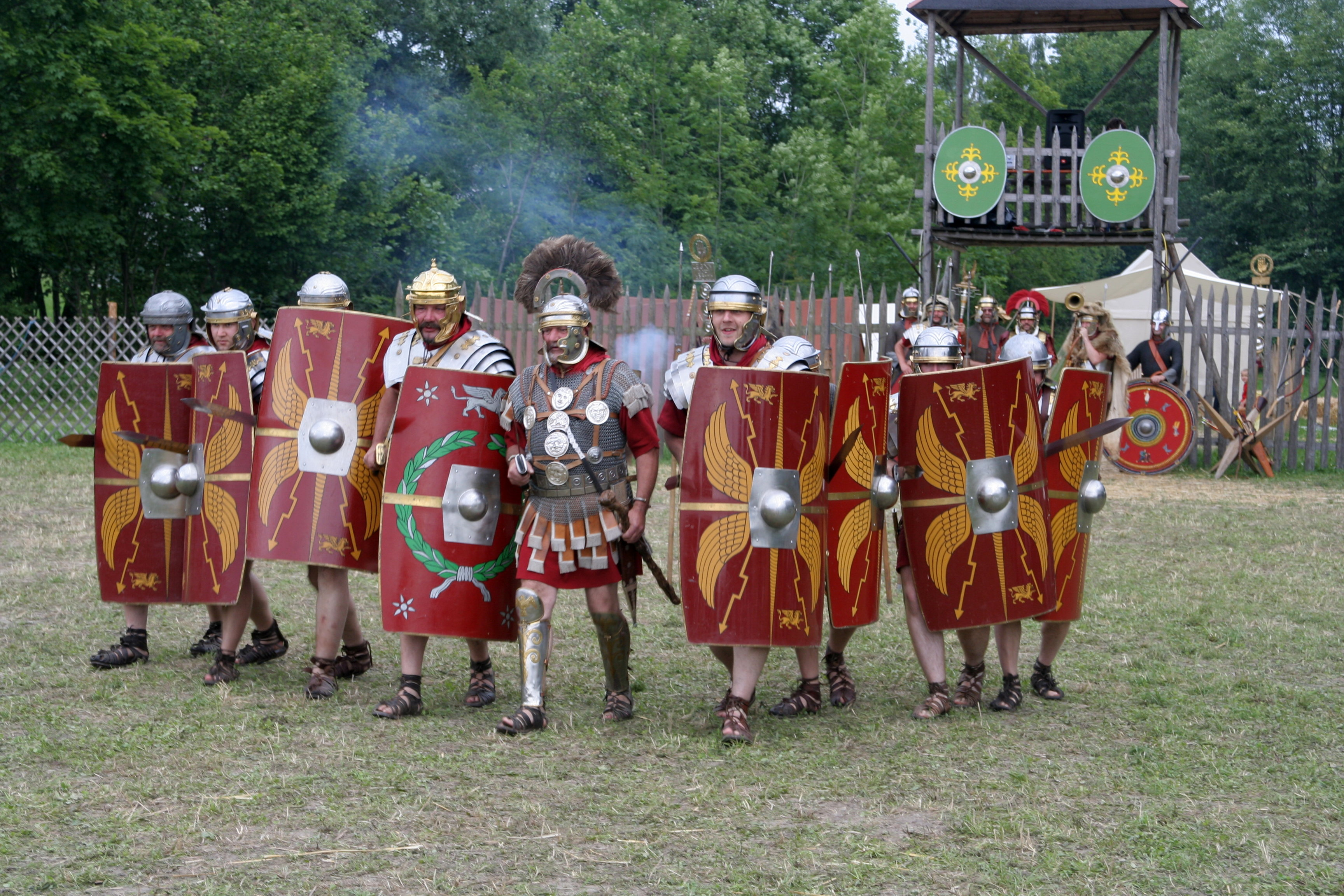
Центуріон і легіонери. Історичний фестиваль у Прамі (Австрія)

У часи Республіки центуріони набиралися з найдосвідченіших солдатів, або призначалися командиром (в останньому випадку, навіть без достатніх років служби).
У часи імперії центуріони переважно були вихідцями зі старих та найбільш романізованих прошарків середнього класу. Це випливає з того, що серед імен центуріонів навіть у III столітті практично не зустрічається латинських, так само, рідкісними є прізвища сучасних чи недавніх імператорів, які, зазвичай, брали собі вільновідпущеники чи люди, що отримували римське громадянство. З ряду досліджень та військових списків випливає, що більшість центуріонів походили з досить знатних та заможних сімей і отримували звання без проходження служби простими легіонерами. Деякі з центуріонів були дітьми вислужених солдатів. Також регулярно зустрічається відносно нечисельна група центуріонів зі стану вершників. За місцем походження серед центуріонів можна виділити три великі групи — в першу чергу, це італіки, особливо до I століття нашої ери, потім вихідці з римських колоній, перш за все західних, їх частка різко зросла в часи Траяна-Адріана, та вихідці з місцевих колоній чи з сильно романізованої знаті.

## Озброєння та спорядження центуріона

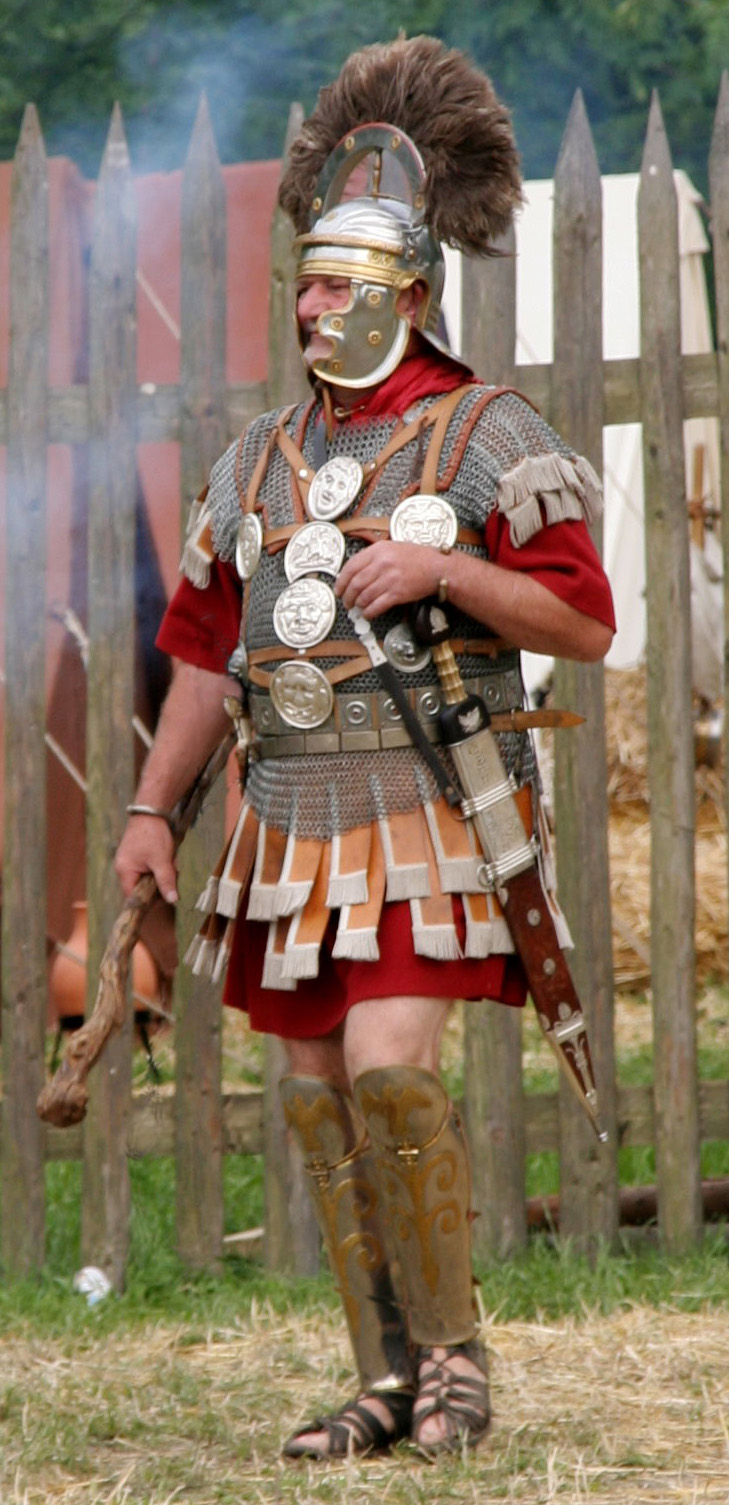
Римський центуріон. У правій руці — vitis, на грудях — фалери. Сучасна реконструкція.

Обладунки центуріонів у різні періоди римської історії були неоднаковими. Найпоширеніший опис:
- Верхня сорочка — туніка (лат. tunica)  — не відрізнялася від «цивільної» туніки. Могла бути полотняною, вовняною або шкіряною. Військові туніки довжиною сягали половини стегон, чим відрізнялися від тунік мирних жителів, які могли бути довшими. Колір був червоним або білим.
- Панцир-лорика (лат. lorica). Центуріони за часів ранньої Республіки могли носити лорику мускулату (lorica musculata), пізніше — лорику плюмату (lorica plumata), а також лорику гамату (lorica hamata) або лускатий панцир — лорику сквамату (lorica squamata). Панцир і шолом центуріона здогадно були посрібнені.
- Шолом (лат. galea, cassis, cassida) з гребенем з пір'я або кінського волосу. У давньоримській армії були поширені шоломи типу «Монтефортіно», «Колю», «Імперський італьський» та «Імперський галльський». На відміну від поздовжніх гребенів простих легіонерів, гребінь шолома центуріона був поперечним (crista transversa). Він слугував розпізнавальним знаком, який вказував місце знаходження командира у бою.
- Центуріонський жезл (лат. vitis) — символ влади центуріона над солдатами. Являв собою кийок виноградної лози, центуріон міг використовувати його для покарання солдатів, що завинили. Давньоримський історик Тацит згадує центуріона германських легіонів Луцілія, який за часте застосовування тілесних покарань отримав прізвисько «Подай іншу!» (лат. «Cedo Alteram»). Його жезл нерідко ламався об спини підлеглих. Такі центуріони ризикували позбутися життя під час солдатських заворушень.
- Меч-гладіус (лат. gladius) у піхвах (лат. vagina). На відміну від солдатів та деканів (сержантів), які носили меч з правого боку (через постійне носіння великого щита), центуріони носили мечі ліворуч.
- Кинджал-пугіо (лат. pugio). Центуріони носили кинджал на правому боці.
- Щит-скутум (лат. scutum). Центуріони зазвичай не носили щита, проте, вони безсумнівно користувалися ним у битвах.
- Поножі (лат. ocreae). Центуріони зберегли їх після виходу з масового ужитку у давньоримській армії.
- Портупея (лат. cingulum), яку підтримував перев'яз через плече (balteus).
- Офіцерський плащ (лат. paludamentum).
- Птеруги (лат. pteruges) — шкіряні смужки, що прикривали стегна, утворюючи своєрідну «спідницю». Аналогічні «спіднички» були також на плечах.
- Черевики-котурни (лат. cothurnī). Офіцерське взуття відрізнялося від солдатського (лат. caligae), більш схожого на постоли.

Окрім того, центуріон мав окремий намет, тяглову тварину для перевезення багажу, коня для верхової їзди, та зброєносця («денщика») з-поміж обозної прислуги. Вести документацію центуріону допомагав писар з-поміж легіонерів.

### Нагороди
До вбрання центуріонів належали і їхні військові нагороди. За часів Імперії такі давньоримські відзнаки, як нагородні списи, прапорці, фалери та вінки, за рідкісними винятками, вручалися лише воєначальникам — від центуріона й вище.
- «Чиста гаста» (hasta pura) — оздоблений спис-гаста, який вручали старшим центуріонам;
- Нагородний прапорець (vexilla);
- Нагородне намисто (torquis, torquēs);
- Нагородний браслет (armilla);
- Фалери або медалі (phalerae). Мали вигляд металевих дисків, які кріпилися на плечових ременях.

## Відомі центуріони
- Тіт Пуллон[2][3] (I ст. до н. е.)
- Луцій Варіній[2]  (I ст. до н. е.)

## У культурі

### У Новому Заповіті
- Євангеліє від Матвія і Євангеліє від Луки повідомляють про римського сотника, який просив Ісуса Христа зцілити його слугу.

|  | 4. А коли Він до Капернау́му ввійшов, то до Нього набли́зився сотник, та й благати зачав Його, 6 кажучи: «Господи, мій слуга лежить удома розсла́блений, і тяжко страждає». 7 Він говорить йому: «Я прийду́ й уздоро́влю його». 8 А сотник Йому відповів: «Недостойний я, Господи, щоб зайшов Ти під стрі́ху мою. Та промов тільки слово, — і ви́дужає мій слуга!» |

(Євангеліє від Матвія, переклад І. І. Огієнка)
- Сотник Корнилій — центуріон італійського полку з Кесарії Палестинської, навернений до християнства апостолом Петром. Розповідь про Корнилія згадується у книзі «Дії апостолів».

|  | Проживав же один чоловік у Кесарі́ї, на йме́ння Корни́лій, сотник по́лку, що звавсь Італійським. 2 З усім домом своїм він побожний був та богобійний, подавав людям щедру ми́лостиню, і за́вжди Богові молився. 3 Явно він у видінні, десь коло години дев'ятої дня, бачив Ангола Божого, що до нього зійшов і промовив йому: „Корни́лію!“ 4 Він поглянув на нього й жахнувся, й сказав: „Що, Господи?“ Той же йому відказав: „Моли́тви твої й твоя ми́лостиня перед Богом згадалися... |

(«Дії святих Апостолів», переклад І. І. Огієнка)

### У Святому Переказі
- Римський центуріон Лонгин — християнський святий, один з перших християн. Згідно зі Святим Переказом, Лонгин був у складі сторожі при Хресті, охороняв і Гріб Господній і був свідком Воскресіння Ісуса Христа. Після цього він і інші воїни ввірували в Христа й відмовилися лжесвідчити про те, що тіло Христа викрали його учні. Його ототожнюють з римським воїном, який пронизав списом бік розіп'ятого Ісуса Христа.

### Кінематограф
- «Центуріон» — британський фільм 2010 року, головним героєм якого є римський центуріон Квінт Дій.